# Heiko Peschke
Heiko Peschke (* 18. září 1963, Riesa) je bývalý východoněmecký fotbalista, obránce, reprezentant Východního Německa (NDR).

## Fotbalová kariéra
Ve východoněmecké oberlize hrál za BSG Chemie Halle a FC Carl Zeiss Jena, nastoupil ve 221 ligových utkáních a dal 54 gólů. Po sjednocení Německa hrál za Bayer 05 Uerdingen/KFC 05 Uerdingen, nastoupil v 67 bundesligových utkáních a dal 5 gólů. V Poháru vítězů pohárů nastoupil ve 3 utkáních a v Poháru UEFA nastoupil v 5 utkáních. Za reprezentaci Východního Německa (NDR) nastoupil v roce 1990 v 5 utkáních a dal 1 gól.

## Ligová bilance
| Ročník                               | Zápasy | Góly | Klub               |
| ------------------------------------ | ------ | ---- | ------------------ |
| DDR-Oberliga 1981/82                 | 8      | 1    | Chemie Halle       |
| DDR-Oberliga 1982/83                 | 25     | 8    | Chemie Halle       |
| DDR-Oberliga 1983/84                 | 22     | 4    | FC Carl Zeiss Jena |
| DDR-Oberliga 1984/85                 | 25     | 7    | FC Carl Zeiss Jena |
| DDR-Oberliga 1985/86                 | 27     | 7    | FC Carl Zeiss Jena |
| DDR-Oberliga 1986/87                 | 21     | 7    | FC Carl Zeiss Jena |
| DDR-Oberliga 1987/88                 | 24     | 5    | FC Carl Zeiss Jena |
| DDR-Oberliga 1988/89                 | 21     | 3    | FC Carl Zeiss Jena |
| DDR-Oberliga 1989/90                 | 26     | 5    | FC Carl Zeiss Jena |
| DDR-Oberliga 1990/91                 | 25     | 7    | FC Carl Zeiss Jena |
| 2. bundesliga 1991/92                | 31     | 1    | Bayer 05 Uerdingen |
| Německá fotbalová Bundesliga 1992/93 | 25     | 2    | Bayer 05 Uerdingen |
| 2. bundesliga 1993/94                | 35     | 3    | Bayer 05 Uerdingen |
| Německá fotbalová Bundesliga 1994/95 | 31     | 1    | Bayer 05 Uerdingen |
| Německá fotbalová Bundesliga 1995/96 | 11     | 2    | KFC Uerdingen 05   |
| 2. bundesliga 1996/97                | 26     | 0    | KFC Uerdingen 05   |
| CELKEM DDR-Oberliga                  | 221    | 54   |                    |
| CELKEM Německá fotbalová Bundesliga  | 67     | 5    |                    |